# Sterling Ratio
Die Sterling Ratio ist ein Ex-post-Risikomaß und eine betriebswirtschaftliche Kennzahl für das Verhältnis zwischen Risiko und Kapitalertrag eines Investmentfonds. 
Die Sterling Ratio wurde erstmals durch Deane Sterling Jones 1986 vorgestellt.

## Ermittlung
Die Sterling Ratio {\displaystyle STR} zeigt das Verhältnis der Rendite {\displaystyle {\overline {R}}} zum durchschnittlichen Kursverlust {\displaystyle DD} abzüglich zehn Prozent an:
{\displaystyle STR={\frac {\overline {R}}{{\overline {\varnothing {\text{DD}}}}-10\,\%}}}.
Normalerweise werden hierzu die Daten der vergangenen 36 Monate verwendet. Das Maß entwickelte sich aus der Kritik am Sharpe-Quotienten, dass die Volatilität als Risikomaß Kursausschläge nach oben und nach unten gleich gewichtet, obwohl eigentlich nur die Ausschläge nach unten ein Risiko für den Anleger darstellen. Eling/Schuhmacher zeigen, dass zwischen den bekannten Performancemaßen jedoch eine hohe Korrelation besteht und man somit unabhängig vom verwendeten Maß zu ähnlichen Ergebnissen gelangen wird.

## Übersicht
Performance-Kennzahlen, die den Kursverlust (englisch drawdown) als eine der Größen beinhalten, können wie folgt unterschieden werden:
| Kursverlust                    | betriebswirtschaftliche Kennzahl |
| ------------------------------ | -------------------------------- |
| maximaler Kursverlust          | Calmar Ratio                     |
| durchschnittlicher Kursverlust | Sterling Ratio                   |
| Varianz                        | Burke Ratio                      |

Diese drei Kennzahlen stellen eine Verfeinerung des Sharpe-Quotienten dar, der Kursgewinne und Kursverluste gleichermaßen gewichtet, obwohl das Kursrisiko des Anlegers auf Kursverluste beschränkt ist. Auf diese Kursverluste sind die drei Kennzahlen fokussiert.

## Wirtschaftliche Aspekte
Ein Investment wird als umso besser angesehen, je größer die Sterling Ratio ist. Mit steigender Ratio steigt die Rendite und sinkt das Ausmaß des Verlustes. Das Maß wird negativ, wenn die durchschnittliche Wertentwicklung (Wertminderung) im betrachteten Zeitraum negativ war. Sterling Ratios von bis zu 1,5 werden gelegentlich beobachtet, seltener sind Ratios über 3.